# Championnat du Vietnam de football 2025-2026
Navigation
V.League 1 2024-2025 V.League 1 2026-2027
La saison 2025-2026 de V.League 1 aussi connue sous le nom de « LPBank V.League 1 » pour des raisons de sponsoring est la 43e édition du Championnat du Vietnam de football de première division et la 26e en tant que championnat professionnel.
Le Nam Định FC est le tenant du titre après avoir remporté pour la 3e fois la compétition alors que le Ninh Binh FC et le PVF-Cong An Nhan Dan FC rejoignent la compétition à ce niveau.

## Réglement
La V.League 1 2025-2026 est composé de quatorze clubs qui s'affrontent tous lors de confrontations aller et retour. Le champion est l'équipe qui obtient le plus grand nombre de points après les 26 journées de championnat. À la fin de la compétition, le champion et le vainqueur de la National Cup 2025-2026 se qualifient pour la Ligue des champions 2 2026-2027, les deux derniers sont relégués en V.League 2 l'année suivante. Le champion se qualifie également pour la Siêu Cúp.
Les deux qualifiés pour la Ligue des champions 2 se qualifient également pour le Championnat ASEAN 2026-2027.
Le classement est calculé avec le barème de points suivant : une victoire vaut trois points, le match nul un. La défaite ne rapporte aucun point.
À égalité de points, les critères de départage sont les suivants :
1. Plus grand nombre de points dans les confrontations directes ;
2. Plus grande différence de buts dans les confrontations directes ;
3. Plus grand nombre de buts marqués dans les confrontations directes ;
4. Plus grande différence de buts ;
5. Plus grand nombre de buts marqués ;
6. Plus grand nombre de buts marqués à l'extérieur ;
7. Classement disciplinaire.

Les règles 1, 2 et 3 de départage des clubs lors des rencontres disputées entre eux ne peuvent s’appliquer que si les deux matchs les ayant opposés ont été joués.

## Participants
L'édition 2025-2026 est la 4e édition à quatorze équipes, les deux promus de V.League 2 sont le Ninh Binh FC et le PVF-Cong An Nhan Dan FC. Ces deux clubs remplacent les clubs relégués, le Bình Định FC et le Quang Nam FC.
| Club                         | Ville             | Classement 2024-2025 | Stade        | Capacité |
| ---------------------------- | ----------------- | -------------------- | ------------ | -------- |
| Nam Định FC                  | Nam Định          | 1er                  | Thiên Trường | 30 000   |
| Hanoi FC                     | Hanoï             | 2e                   | Hàng Đẫy     | 22 500   |
| Hanoï Police FC              | Hanoï             | 3e                   | Hàng Đẫy     | 22 500   |
| Viettel FC                   | Hanoï             | 4e                   | Hàng Đẫy     | 22 500   |
| Hong Linh Ha Tinh FC         | Hà Tĩnh           | 5e                   | Hà Tĩnh      | 20 000   |
| Xi Măng Hải Phòng FC         | Haïphong          | 6e                   | Lach Tray    | 30 000   |
| Becamex Hô Chi Minh-Ville FC | Thủ Dầu Một       | 7e                   | Go Dau       | 13 035   |
| Thanh Hóa FC                 | Thanh Hóa         | 8e                   | Thanh Hoa    | 12 000   |
| Hoàng Anh Gia Lai            | Pleiku            | 9e                   | Pleiku       | 12 000   |
| Cong An Hô Chi Minh-Ville    | Hô Chi Minh-Ville | 10e                  | Thong Nhat   | 16 000   |
| Sông Lam Nghệ An             | Vinh              | 12e                  | Vinh         | 18 000   |
| Đà Nẵng Club                 | Da Nang           | 13e                  | Chi Lăng     | 20 500   |
| Ninh Binh FC                 | Nam Định          | 1er                  | Ninh Bình    | 25 000   |
| PVF-Cong An Nhan Dan FC      | Văn Giang         | 3e                   | PVF          | 4 500    |

Légende des couleurs
- Phase de groupe de la Ligue des champions 2 2024-2025 et Phase de groupe du Championnat ASEAN 2026-2027
- Promu de la V.League 2 2024-2025

| \| Becamex Hô Chi Minh-Ville FC Thanh Hóa FC Hanoï Police FC Viettel FC Hanoi FC Xi Măng Hải Phòng FC Cong An Hô Chi Minh-Ville Hoàng Anh Gia Lai Hong Linh Ha Tinh FC Đà Nẵng Club Sông Lam Nghệ An Nam Định FC Ninh Binh FC PVF-Cong An Nhan Dan FC \| Localisation des clubs engagés dans le championnat. |
| Becamex Hô Chi Minh-Ville FC Thanh Hóa FC Hanoï Police FC Viettel FC Hanoi FC Xi Măng Hải Phòng FC Cong An Hô Chi Minh-Ville Hoàng Anh Gia Lai Hong Linh Ha Tinh FC Đà Nẵng Club Sông Lam Nghệ An Nam Định FC Ninh Binh FC PVF-Cong An Nhan Dan FC                                                           |

## Compétition

### Classement
| Rang | Équipe                       | Pts | J | G | N | P | Bp | Bc | Diff |
| ---- | ---------------------------- | --- | - | - | - | - | -- | -- | ---- |
| 1    | Becamex Hô Chi Minh-Ville FC | 3   | 1 | 1 | 0 | 0 | 3  | 0  | +3   |
| 2    | Ninh Binh FC P               | 3   | 1 | 1 | 0 | 0 | 3  | 1  | +2   |
| 3    | Nam Định FC T                | 3   | 1 | 1 | 0 | 0 | 2  | 1  | +1   |
| 4    | Cong An Hô Chi Minh-Ville    | 3   | 1 | 1 | 0 | 0 | 2  | 1  | +1   |
| 5    | PVF-Cong An Nhan Dan FC P    | 3   | 1 | 1 | 0 | 0 | 2  | 1  | +1   |
| 6    | Đà Nẵng Club                 | 1   | 1 | 0 | 1 | 0 | 1  | 1  | 0    |
| 7    | Viettel FC                   | 1   | 1 | 0 | 1 | 0 | 1  | 1  | 0    |
| 8    | Thanh Hóa FC                 | 1   | 1 | 0 | 1 | 0 | 1  | 1  | 0    |
| 9    | Hanoï Police FC              | 1   | 1 | 0 | 1 | 0 | 1  | 1  | 0    |
| 10   | Xi Măng Hải Phòng FC         | 0   | 1 | 0 | 0 | 1 | 1  | 2  | -1   |
| 11   | Hanoi FC                     | 0   | 1 | 0 | 0 | 1 | 1  | 2  | -1   |
| 12   | Sông Lam Nghệ An             | 0   | 1 | 0 | 0 | 1 | 1  | 2  | -1   |
| 13   | Hong Linh Ha Tinh FC         | 0   | 1 | 0 | 0 | 1 | 1  | 3  | -2   |
| 14   | Hoàng Anh Gia Lai            | 0   | 1 | 0 | 0 | 1 | 0  | 3  | -3   |

| Légende : Qualifications et relégations | Légende : Qualifications et relégations                                                              |
| --------------------------------------- | --- |
|                                         | Phase de groupe de la Ligue des champions 2 2026-2027 Phase de groupe du Championnat ASEAN 2026-2027 |
|                                         | Relégation en V.League 2                                                                             |
|                                         | T : Tenant du titre P : Promus de V.League 2 C : Vainqueur de la Coupe du Vietnam 2025-2026          |

### Résultats
| Résultats (▼dom., ►ext.)                                   | BHCMV | HPFC | CAHCM | THFC | XMHP | HFC | HAGL | HLHT | NBFC | PCAND | DNC | SLNA | VFC | NDFC |
| Becamex Hô Chi Minh-Ville FC                               |       | -    | -     | -    | -    | -   | -    | -    | -    | -     | -   | -    | -   | -    |
| Hanoï Police FC                                            | -     |      | -     | -    | -    | -   | -    | -    | -    | -     | -   | -    | 1-1 | -    |
| Cong An Hô Chi Minh-Ville                                  | -     | -    |       | -    | -    | 2-1 | -    | -    | -    | -     | -   | -    | -   | -    |
| Thanh Hóa FC                                               | -     | -    | -     |      | -    | -   | -    | -    | -    | -     | 1-1 | -    | -   | -    |
| Xi Măng Hải Phòng FC                                       | -     | -    | -     | -    |      | -   | -    | -    | -    | -     | -   | -    | -   | -    |
| Hanoi FC                                                   | -     | -    | -     | -    | -    |     | -    | -    | -    | -     | -   | -    | -   | -    |
| Hoàng Anh Gia Lai                                          | 0-3   | -    | -     | -    | -    | -   |      | 1-3  | -    | -     | -   | -    | -   | -    |
| Hong Linh Ha Tinh FC                                       | -     | -    | -     | -    | -    | -   | -    |      | -    | -     | -   | -    | -   | -    |
| Ninh Binh FC                                               | -     | -    | -     | -    | -    | -   | -    | -    |      | -     | -   | -    | -   | -    |
| PVF-Cong An Nhan Dan FC                                    | -     | -    | -     | -    | -    | -   | -    | -    | -    |       | -   | 2-1  | -   | -    |
| Đà Nẵng Club                                               | -     | -    | -     | -    | -    | -   | -    | -    | -    | -     |     | -    | -   | -    |
| Sông Lam Nghệ An                                           | -     | -    | -     | -    | -    | -   | -    | -    | -    | -     | -   |      | -   | -    |
| Viettel FC                                                 | -     | -    | -     | -    | -    | -   | -    | -    | -    | -     | -   | -    |     | -    |
| Nam Định FC                                                | -     | -    | -     | -    | 2-1  | -   | -    | -    | -    | -     | -   | -    | -   |      |
| - Victoire à domicile - Match nul - Victoire à l'extérieur |       |      |       |      |      |     |      |      |      |       |     |      |     |      |

## Bilan de la saison
| Championnat du Viêt Nam de football 2025-2026 |   |
| Champion                                      |   |
| Coupes et trophées                            |   |
| Vainqueur de la Coupe du Viêt Nam 2025-2026   | 0 |
| Qualifications continentales                  |   |
| Ligue des champions 2                         |   |
| Championnat ASEAN                             |   |
| Promotions et relégations                     |   |
| Promus en V-League 1                          |   |
| Relégués en V-League 2                        |   |